# قائمة حلقات إعادة تجسيدي في هيئة هلام
إعادة تجسيدي في هيئة هُلام هو مسلسل أنمي تلفزيوني 2018 مبني على سلسلة الروايات الخفيفة التي كتبها فيوز. تدور أحداث السلسلة حول رجل يتجسد مجددًا في عالم آخر على هيئة الهُلام المُسمّى ريمورو. السلسلة بإنتاج 8-بت وإخراج ياسوهيتو كيكوتشي، مع أتسوشي ناكاياما كمساعد مخرج، كازويوكي فودياسو يتعامل مع تركيب السلسلة، ريوما إباتا يصمم الشخصيات، ويقدم تاكاهيرو كيشيدا تصاميم الوحوش. يقوم إيليمنتس غاردن بتأليف موسيقى السلسلة. تم بث السلسلة من 2 أكتوبر 2018 إلى 19 مارس 2019 على طوكيو إم إكس وقنوات أخرى. السلسلة تُبَث تزامنيًا بواسطة كرانشي رول مع فنميشن يتدفقون دبلجة إنجليزية أثناء بثها. استمرت السلسلة لمدة 24 حلقة. كان من المقرر في الأصل إصدار قرص دي في دي أصلي للرسوم المتحركة في 29 مارس 2019، مرفقًا بمجلد المانغا الحادي عشر ولكن تم تأجيله إلى 4 ديسمبر 2019، مجمعة مع المجلد الثالث عشر للمانغا. تم إصدار قرص دي في دي أصلي ثانٍ للرسوم المتحركة في 9 يوليو 2019، مرفقًا بمجلد المانغا الثاني عشر. تم الإعلان عن ثلاثة أقراص دي في دي أصلية للرسوم المتحركة مع إصدار OAD الثالث في 27 مارس 2020، مجمعة مع المجلد الرابع عشر من المانغا. تم تجميع OAD الرابع مع مجلد المانجا الخامس عشر، والذي تم إصداره في 9 يوليو 2020. تم تجميع OAD الخامس مع مجلد المانجا السادس عشر، والذي تم إصداره في 11 نوفمبر 2020.
تم الإعلان عن الموسم الثاني ليكون أنمي، وكان من المقرر عرض النصف الأول في أكتوبر 2020، ولكن تم تأجيله إلى يناير 2021 بسبب جائحة فيروس كورونا. كما تم تأجيل النصف الثاني من أبريل 2021 إلى يوليو 2021. تم بث النصف الأول من 12 يناير إلى 30 مارس 2021، وتم بث النصف الثاني من 6 يوليو إلى 21 سبتمبر 2021. عاد 8-بت لإنتاج السلسلة، مع قيام الموظفين وأعضاء فريق العمل بإعادة تأدية أدوارهم.
سلسلة أنمي مستوحاة من مانغا يوميات الهُلام: إعادة تجسيدي في هيئة هُلام كان من المقرر عرضها لأول مرة في يناير 2021 ولكن تم تأجيلها إلى أبريل 2021 بسبب جائحة فيروس كورونا. تم بث السلسلة من 6 أبريل إلى 22 يونيو 2021. قام 8-بت أيضًا بإنتاج المسلسل، حيث قام يوجي إيكوهارا بإخراج المسلسل، وكتابة كوتاتسوميكان للنصوص، وريسا تاكاي وأتسوشي إيري كمصممين للشخصيات.

## نظرة عامة على السلسلة
| الموسم | الموسم | الحلقات | الحلقات      | البث الأصلي    | البث الأصلي  |
| الموسم | الموسم | الحلقات | الحلقات      | البث الأول     | البث الأخير  |
| ------ | ------ | ------- | ------------ | -------------- | ------------ |
|        | 1      | 24      | 24           | 5 أكتوبر 2018  | 22 مارس 2019 |
|        | 2      | 24      | 12           | 12 يناير 2021  | 30 مارس 2021 |
| 12     | 2      | 24      | 6 يوليو 2021 | 21 سبتمبر 2021 |              |

## قائمة الحلقات

### إعادة تجسيدي في هيئة هُلام

#### الموسم الأول (2018–19)
| رقم الحلقة | عنوان الحلقة                                                                           | تاريخ العرض الأصلي |
| --- | -------------------------------------------------------------------------------------- | ------------------ |
| 1 | «تنّين العاصفة فيلدورا» (暴風竜ヴェルドラ)                                              | 1 أكتوبر 2018      |
| بعد أن تلقّى طعنة من لصّ هارب، يجد مينامي ساتورو نفسه في عالمٍ مختلف لكن على هيئة هلام دون سمع أو بصر لكن يحسّ بكل ما حوله ويشعر بحركته. يبدأ بتعلّم خصائص جسده وقدراته واكتساب مهارات جديدة شيئًا فشيئًا. يلتقي بتنّين يدعى بتنّين العاصفة فيلدورا المختوم عليه منذ 300 عام ليخبره بقصّته وكيف خُتِم عليه.                                                                                 |                                                                                        |                    |
| 2 | «اللّقاء بالغوبلن» (ゴブリンたちとの出会い)                                             | 8 أكتوبر 2018      |
| اتّفق هلام مع التنّين فيلدورا بأن يبتلعه مع ختم السّجن غير المحدود ليعمل التنّين داخل معدة هلام على فصل وعزل نفسه عن الختم. يتمكّن هلام من الخروج من الكهف بعد اكتساب العديد من المهارات الجديدة ويلتقي بأهل قرية غوبلن، وهم عبارة عن عفاريت أقزام. يطلبون من هلام أن ينقذهم من ذئاب متوحّشة باتت تهاجمهم بعد اختفاء التنّين.                                                          |                                                                                        |                    |
| 3 | «معركة في قرية غوبلن» (ゴブリン村での戦い)                                             | 15 أكتوبر 2018     |
| تتحضّر الذئاب الجائعة لمهاجمة قرية غوبلن في الوقت الذي يقوم فيه ريمورو بتحضير وتجهيز القوّات الدفاعيّة ونصب السياج للدفاع عن القرية. هل يتمكّن ريمورو من حماية القرية من أنياب ومخالب الذئاب وبثّ السرور في قلوب أهلها وسكّانها؟ |                                                                                        |                    |
| 4 | «في مملكةِ الأقزام» (ドワーフの王国にて)                                                | 22 أكتوبر 2018     |
| يتوجّه ريمورو مع ريغور وغوبتا واثنين آخرين من الغوبلن ممتطين ذئاب العاصفة نحو مملكة الأقزام، دوارغون. والهدف من ذلك هو تأمين حدّادين وحرفيّين قادرين على تأمين الملبس والملجأ المناسبين لقرية غوبلن. |                                                                                        |                    |
| 5 | «الملك البطل، غازيل دوارغو» (英雄王 ガゼル・ドワルゴ)                                  | 29 أكتوبر 2018     |
| أثناء احتفال ريمورو مع كايجي والفتيات الحسناوات وشرب النخب، يدخل الوزير فيستا إليهم ليعكّر صفو الأجواء. استفزاز الوزير للضيف ريمورو جعل كايجي يخرج عن السّيطرة ويعتدي على الوزير ممّا عرّضهم لمحاكمة ملك الأقزام غازيل دوارغو. فهل ينجو ريمورو من هذه المعمعة؟ |                                                                                        |                    |
| 6 | «شيزو» (シズ)                                                                          | 5 نوفمبر 2018      |
| بعد عودة ثلاثي النقابة من الكهف وتأكّدهم من اختفاء التنّين فيلدورا، يبلغون رئيس النقابة فيوز فيمنحهم إجازة ومن ثمّ يكلّفهم بالذهاب إلى غابة جورا العظيمة للتحرّي عن وجود أي تغيُّرات أو ظهور وحوش. لكن شخصيّة أخرى غامضة ترافقهم تُدعى شيزو. فهل تكون الفتاة التي شاء القدر أن تكون مع ريمورو؟                                                                                           |                                                                                        |                    |
| 7 | «حاكمة اللّهب» (爆炎の支配者)                                                           | 12 نوفمبر 2018     |
| شيزو تودّع ريمورو. وبينما هي عائدة مع أعضاء النقابة، تتجمّد فجأة في أرضها وتتحوّل إلى مخلوق يُدعى إيفريت تعتمد قوّته على اللّهب. يستدعي إيفريت مجموعة من مخلوقات السّمندر. تندلع معركة بين أعضاء النقابة وإيفريت ومخلوقاته لينضمّ للمعركة لاحقًًا ريمورو مع الذئب رانغا. ما هي حقيقة شيزو يا ترى؟                                                                                         |                                                                                        |                    |
| 8 | «إرادة موروثة» (受け継がれる想い)                                                      | 19 نوفمبر 2018     |
| تروي شيزو وهي على فراش المرض لريمورو عن ماضيها وكيف تعرّفت على البطلة وعن علاقتها بسيّد الشياطين ليون كرومويل. يأتي مُغامرو النقابة الثّلاث كافال وأيرين وغيدو بالإضافة إلى ريغورد ورانغا لزيارة مريضتهم شيزو. لكن المفاجأة كانت... |                                                                                        |                    |
| 9 | «هجوم الغِيلان» (大鬼族の襲撃)                                                          | 26 نوفمبر 2018     |
| يغيّر ريمورو رأيه عن فكرة عدم تناول الطعام بعد أن اكتسب قدرة تذوّق الطعام بهيئته البشريّة. أثناء زيارته للكهف الذي سبق وخُتِم فيه التنّين فيلدورا، يأتيه إخطار بهجوم على أتباعه أثناء رحلتهم لاصطياد فرائس تحضيرًا لوليمة كبيرة. ويبدو أنّ الهجوم قد شُنَّ بواسطة مجموعة خطيرة من الغِيلان ليقع رجال ريمورو بين جريح ونائم!                                                                 |                                                                                        |                    |
| 10 | «سيّد الأورك» (オークロード)                                                            | 3 ديسمبر 2018      |
| بعد انتهاء المعركة بين ريمورو والغوبلن من جهة والغِيلان من جهة أخرى وانتهائها بشكل سلميّ، يقرّر ريمورو منح أسماء للغِيلان الذين قرّروا أن يصبحوا أتباعه إلى حين القضاء على الأورك الذين دمّروا قريتهم. من جهة أخرى، يزحف الأورك المتوحّشون بقيادة سيّد الأورك بأعداد هائلة باتجاه قرية الرّجال السّحالي الذين يستوطنون المستنقعات.                                                        |                                                                                        |                    |
| 11 | «غابيرو قد جاء!» (ガビル参上！)                                                        | 10 ديسمبر 2018     |
| يستمرّ غابيرو في حملته لضمّ العديد من الحلفاء من قرى الغوبلن المُحيطة وذلك للتصدّي لغزو الأورك الهائل. وعندما يصل إلى القرية التي يحكمها ريمورو، يطلب من ريمورو والجميع بأن يعملوا خدمًا تحت جناحه. |                                                                                        |                    |
| 12 | «خروج المُسنّنات عن السّيطرة» (狂いゆく歯車)                                              | 17 ديسمبر 2018     |
| بعد تحذير حوريّة الغابة تريني لريمورو بشأن خطر سيّد الأورك ومن يقف وراء ذلك الخطر، يرسل ريمورو أحد رجاله الغِيلان سوي إلى زعيم رجال السّحالي ليعرض عليه حلفًا لمواجهة هجوم الأورك. في نفس الوقت، يلتقي غابيرو بشخصٍ مُريب يُدعى لابلاس فماذا يريد؟ |                                                                                        |                    |
| 13 | «الصِّراع العظيم» (大激突)                                                               | 24 ديسمبر 2018     |
| بعد أن قام غابيرو بالانقلاب على والده وحبسه وقيادة جيش الرّجال السّحالي بنفسه لمواجهة الأورك، يقارع قائدًا من قادة الأورك وجهًا لوجه. يتزامن ذلك مع وصول تعزيزات من طرف ريمورو متمثّلين برانغا وغوبتا والغيلان. من ناحية أخرى، ريمورو أرسل سوي لإخراج زعيم السّحالي من السجن رفقة ابنة الزعيم.                                                                                        |                                                                                        |                    |
| 14 | «مَن يلتهم كلّ شيء» (全てを喰らう者)                                                     | 7 يناير 2019       |
| يصل غيلمود إلى ساحة المعركة بعد أن شعر بأن مخطّطاته ستفشل على يد ريمورو وجماعته. غيلمود يهاجم غابيرو ليجعله طعامًا لسيّد الأورك. يتّضح بأن خطّة غيلمود هي تطوير سيّد الأورك إلى أورك كارثة وجعله لسيّد شيطان مطيعًا لأوامره ويمنحه اسم غيلد. هل يتمكّن ريمورو وجماعته من هزيمة غيلمود وسيّد الأورك؟                                                                                       |                                                                                        |                    |
| 15 | «حِلف غابة جورا» (ジュラの森大同盟)                                                     | 14 يناير 2019      |
| يعقد ريمورو اجتماعًًا مع ممثّلين من كافّة الأجناس مثل رجال السّحالي والأورك. يتوصّل الجميع لاتّفاق وهو ترشيح ريمورو ليكون مُستشار حِلف غابة جورا العظيمة. وبينما يعمل الحِلف تحت قيادة ريمورو على النّهوض بالبلد وازدهارها، ترد أنباء عن زيارة مفاجئة من ملك الأقزام غازيل دوارغو. فماذا يريد غازيل من ريمورو؟                                                                             |                                                                                        |                    |
| 16 | «سيّدة الشيطان ميليم تُهاجم» (魔王ミリム来襲)                                            | 21 يناير 2019      |
| في زيارة مفاجئة، الملِك دوارغو يهدي ريمورو هديةً غير مُتوقّعة. وأمّا غابيرو، يأتي هو ورجاله إلى قرية ريمورو ليطلب الانضمام إلى حلفهم وذلك بعد أن تمّ نفيه بواسطة والده. اجتماع يجري بين أسياد الشيطان لينتهي بتوجّه ميليم إلى غابة جورا للتحرّي عن ريمورو. |                                                                                        |                    |
| 17 | «التجمُّع» (集う物達)                                                                    | 28 يناير 2019      |
| بعد هزيمة سيّد الأورك فقد أصبحت غابة جورا والتي بات اسمها الآن اتّحاد جورا تيمبيست محطّ اهتمام لكثير من الممالك والدّول. وكانت من بينها مملكتَي بروموند وفالموث. وتبدأ الوفود بالحضور إلى غابة جورا للقاء بريمورو والتقصّي حول هذا الأمر. فهل يتحوّلون إلى حلفاء أم أعداء؟ |                                                                                        |                    |
| 18 | «دُنوّ الشرّ» (忍び寄る悪意)                                                              | 4 فبراير 2019      |
| ناب الفهد الأسود فوبو مُمتعض كثيرًًا من الإهانة التي تعرّض لها على يد سيّدة الشيطان ميليم. وأثناء امتعاضه أمام رجاله، يأتي مهرّجان غامضان يُدعيان فوتمان وتير ويعرضان عليه عرضًا غريبًا لكنّه يحقِّق هدفه المنشود ألا وهو استعادة كبرياءه. في زيارة مفاجئة، تأتي ترايا، أخت حورية الغابة تريني، لتحذير ريمورو والآخرين من خطر محدق متمثّل بمخلوق يُدعى كاريبديس.                              |                                                                                        |                    |
| 19 | «كاريبديس» (暴風大妖渦)                                                                | 11 فبراير 2019     |
| يهاجم كاريبديس بعد أن اتّخذ فوبيو مسكنًًا له ليظهر بهيئة جسديّة دولة ريمورو. ولم يكن لوحده فحسب، بل كان يرافقه عدد من أسماك القرش الطائرة التي تُدعى ميغالدون. ويُرسِل الملك غازيل مؤازرات لمساعدة ريمورو في التصدّي لهذا الوحش المرعب. هل يتمكّن الحلف من حماية دولتهم؟ وماذا سيكون دور ميليم؟                                                                                          |                                                                                        |                    |
| 20 | «يوكي كاغورازاكا» (ユウキ・カグラザカ)                                                 | 18 فبراير 2019     |
| يتوجّه ريمورو برفقة رانغا إلى مملكة إنغراشيا وذلك لِلقاء برئيس الأكاديميّة الذي كان أحد تلاميذ شيزو. يضع ريمورو نصب عينيه تحقيق أمنية شيزو والتي هي إنقاذ الأطفال الخمسة الذين في الأكاديمية. |                                                                                        |                    |
| 21 | «تلاميذ شيزو-سان» (シズさんの教え子達)                                                 | 25 فبراير 2019     |
| يبدأ ريمورو بتعليم وتدريب تلاميذه الخمسة وذلك في محاولة منه لحرق الطاقة الفائضة التي في داخلهم وإنقاذ أرواحهم مثلما وعد شيزو لكن دون جدوى. ويبدو أن الطريقة الوحيدة لإنقاذهم هي البحث عن ملكة الأرواح والتي تعيش في مسكن الأرواح. أين يقع مسكن الأرواح؟ وهل يعرف ريمورو موقعه؟                                                                                                  |                                                                                        |                    |
| 22 | «غزو المتاهة» (迷宮攻略)                                                               | 4 مارس 2019        |
| يدخل ريمورو والأطفال متاهة الأرواح والتي من المُفترض أن يكون فيها مسكَن الأرواح حيث عليه استدعاء أرواح عُليا لتسكن الأطفال وتجعلهم قادرين على التحكُّم بطاقتهم وبالتالي إنقاذهم. وفي المتاهة، يلتقون بجنّية. فمَن تكون؟ |                                                                                        |                    |
| 23 | «أرواح مُحرَّرة» (救われる魂)                                                             | 11 مارس 2019       |
| بعد اللّقاء براميريس وغزو المتاهة ومسكن الأرواح. تبدأ عمليّة استدعاء الأطفال للأرواح لكي تسكنهم. هل يتمكّن ريمورو من إنقاذ الأطفال وتحقيق أمنية شيزو؟ |                                                                                        |                    |
| 24 | «أسود والقِناع» (外伝: 黒と仮面)                                                        | 18 مارس 2019       |
| تستدعي مملكة فيلتوود عددًا كبيرًا من المُغامرين إلى القلعة وذلك لتكليفهم بمهمّة تطهير شيطان منبعث قويّ جدًّا وذلك بعد أن فشل الجناحان الفضّيان من القضاء عليه. وكان من بين المدعوّين حاكمة اللّهب شيزو. لكن ما إن يتجمّع المُغامرون حتّى يحبسهم الملك ويمنعهم من المغادرة متذرّعًًا بأن يكون شيطانًا قد مسّ أحدهم.                                                                                |                                                                                        |                    |
| 24.5 | «قصص: يوميّات فيلدورا» (閑話: ヴェルドラ日記)                                           | 25 مارس 2019       |
| بعد أن قام ريمورو بابتلاع إيفريت، استدعاه فيلدورا الموجود داخل ريمورو وبدأ بلعِب الشوغي معه. وبينما يلعبان ويتجاذبان أطراف الحديث، يشاهدان ما يفعله ريمورو خلال رحلته من البداية حتّى النهاية. تتكرّر الأحداث لكن من منظور فيلدورا وإيفريت. |                                                                                        |                    |
| OAD1 | «مؤخّرات!» (外伝：HEY!尻!)                                                              | 3 ديسمبر 2019      |
| يريد ريمورو أن يأخذ قيلولة مريحة فيذهب إلى فيستا ليعطيه عقارًا محفّزًا للنوم. وبالفعل يلبّي فيستا طلبه فيغرق ريمورو في النّوم فإذا به يجد نفسه يقيم رياضة السّومو لأهل البلد كي يروّح عن أنفسهم ويبعدهم عن جوّ العمل. |                                                                                        |                    |
| OAD2 | «مأساة م؟» (外伝：Ｍの悲劇？)                                                          | 8 يوليو 2019       |
| ذات يوم، عندما تشاجرت شونا وشيون على جسد ريمورو المطّاطي المرن كالعادة، يأتي ريمورو بفكرة وهي صنع وسادة على هيئته الهلاميّة. يسافر عبر كلّ أنحاء تيمبيست ليرى ما إن كان لدى أصدقائه أي مواد جيّدة يستطيع استخدامها فيدرك أنّ هناك رمل من نوع خاصّ موجود في شاطئ بحيرة في الغابة وهو تمامًا ما يبحث عنه. فيشدّ الرّحال إلى تلك البحيرة ليجمع بعض الرّمل... لكن ثمّة وحش ينتظره عند البحيرة! |                                                                                        |                    |
| OAD3 | «حلقة إضافية: حياة ريمورو الفاتنة كمعلّم، الجزء 1» (外伝: リムルの華麗な教師生活 その1) | 26 مارس 2020       |
| يُقام حدث يُدعى بحدث تدريب الهواء الطلق حيث يشارك كل صفّ من صفوف أكاديمية الحرّية في مملكة إنغراشيا المشاركة في هذا الحدث. ومن بين هذه الصفوف، الصفّ س والمسؤول عنه ريمورو. |                                                                                        |                    |
| OAD4 | «حلقة إضافية: حياة ريمورو الفاتنة كمعلّم، الجزء 2» (外伝: リムルの華麗な教師生活 その2) | 8 يوليو 2020       |
| حان يوم حدث تدريب الهواء الطلق لأكاديمية الحرّية. الصفوف أ،ب،ج،د،ي،س يجب أن يرسل كلّ منهم فريقًا من خمسة تلاميذ لحراسة أحد الأساتذة في رحلة من عاصمة مملكة إنغراشيا إلى بلدة غوراتول في الجنوب بعد ذلك، يجب أن يستكشفوا بعض الكهوف على أطراف البلدة. لكن المفاجأة، أنّ ريمورو يرافقه طلّاب الصفّ أ، بين طلّاب الصفّ س يرافقون أستاذًا آخر.                                               |                                                                                        |                    |
| OAD5 | «حلقة إضافية: حياة ريمورو الفاتنة كمعلّم، الجزء 3» (外伝: リムルの華麗な教師生活 その3) | 26 نوفمبر 2020     |
| في الكهف، يظهر طيف مرعب أمام الأطفال ليغميهم جميعهم عن الوعي ويخيّر المعلّمة تيس واحدًا من بينهم ليعيش. في هذه الأثناء، يظهر شيطان أمام المعلّمة ليعرض عليها التعاقد معه ومساعدتها ليردّ دَينه لشيزو. |                                                                                        |                    |

#### الموسم الثاني (2021)
| 24.9 | «هيناتا ساكاغوتشي» (閑話：ヒナタ・サカグチ)                     | 5 يناير 2021   |
| ملخّص لأحداث الموسم الأول وظهور هيناتا ساكاغوتشي للانتقام من ريمورو. |                                                                 |                |
| 25 | «حياة ريمورو المزدحمة بالأعمال» (リムルの忙しい日々)            | 12 يناير 2021  |
| يودّع ريمورو تلاميذه ويغادر أكاديميّة الحرّية عائدًا إلى تيمبيست. هناك، يرسل وفدًا يترأسه بينيمارو إلى مملكة الحيوان يورازانيا لتوطيد العلاقات معهم استكمالًا لمعاهدة عدم الاعتداء بينه وبين سيّد الشياطين كاريون. بالمقابل، ترسل مملكة الحيوان وفدًا أيضًا. |                                                                 |                |
| 26 | «تجارة مع مملكة الحيوان» (獣王国との交易)                       | 19 يناير 2021  |
| تستعرّ المعركة بين وفد مملكة يورازانيا وبين ريمورو وفريقه، لكن يتمّ إيقافها لاحقًا بواسطة ألبيس بعد أن ارتأت أنّ اتّحاد جورا تيمبيست يستحقّ أن تُؤسّس معه علاقات تجاريّة. يستقبل ريمورو وفد يورازانيا في الدّيار ويقدّم لهم الشراب وتجري نقاشات حول المصالح بين البلدين. في وقت لاحق يذهب ريمورو بقافلة نحو دولة دوارغون المسلّحة لزيارة الملك غازيل.                                                    |                                                                 |                |
| 27 | «جنّة، من جديد» (楽園、再び)                                     | 26 يناير 2021  |
| يصل ريمورو ومرافقيه إلى مملكة دوارغون المُسلّحة ويلتقي بالملك غازيل ويتجاذب معه أطراف الحديث حول العلاقات التجاريّة وتوطيد العلاقات بين البلدين. يلقي ريمورو خطابًا على شعب دوارغون يقيّمه غازيل بالضعيف. في وقت لاحق، يذهب ريمورو خِلسة هو وغوبتا ورفاقه إلى ملهى ليليّ حيث تعمل الإيلف الجميلات. لكن تكشفهم شيون وشونا لاحقًا.                                                                     |                                                                 |                |
| 28 | «مملكة فالموث الماكرة» (謀略のファルムス王国)                   | 2 فبراير 2021  |
| يقوم البطل يوم بأخذ ميولان في جولة تعريفية حول دولة جورا تيمبيست، بينما يستمرّ هاكورو والبقيّة بتدريبه الصّارم لغوبتا والآخرين. بعد الانتهاء من زيارته لدولة دوارغون واجتماعه مع الملك غازيل، يجتمع ريمورو مع رئيس قسم الماليّة لديه ليطلعه على آخر المستجدّات. في هذه الأثناء، يجتمع ملِك فالموث، إيدوماليس، مع كبار مسؤوليه لمناقشة الخطر الذي يشكّله ريمورو واتّحاده ولا سيّما على الصّعيد التجاري. |                                                                 |                |
| 29 | «تمهيد للكارثة» (災厄の前奏曲)                                  | 9 فبراير 2021  |
| بأمر من رازين، يصل الأُخرويّون الثّلاثة البشريّون شوغو وكيرارا وكيويا إلى المدينة العاصمة ريمورو للبدء بإحداث جلبة وصنع حجّة لمملكة فالموث لتهاجم البلد. في هذه الأثناء، تشرع ميولان في مخطّطها بأمر من سيّد الشيطان كلايمان بينما تنتشر أخبار حول نيّة سيّدة الشّيطان ميليم بمهاجمة مملكة الحيوان يورازانيا.                                                                                          |                                                                 |                |
| 30 | «الحسناء تبدأ بتحرّكاتها» (動き出す麗人)                         | 16 فبراير 2021 |
| بعد أن ودّع ريمورو تلاميذه الأعزّاء، يعود هو ورانغا إلى الدّيار، في الطريق يُحبَس داخل حاجز بواسطة هيناتا ساكاغوتشي، رئيسة فرسان الحرس الإمبراطوريّ. بينما في المدينة العاصمة المُحاطة بحاجزين اثنين، هاكورو يحمي غوبتا من سيف كيويا، وشيون تواجه وقتًا عصيبًا أمام شوغو. |                                                                 |                |
| 31 | «يأس» (絶望)                                                    | 23 فبراير 2021 |
| يستخدم ريمورو نسخة مزدوجة من جسده ويتركها تقاتل هيناتا بينما ينجو هو ورانغا بنفسه مدركًا تمامًا أنّه ليس ندًّا لهيناتا. يتوجّه إلى المدينة العاصمة تيمبيست ليخبره سوي والآخرون بالوضع. يتمكّن من اختراق الحاجز فيتفاجأ من هول المنظر ومن القتلى الذين سقطوا على يد جيش فالموث. وقبل أن يقوم بينيمارو بالقضاء على ميولان...                                                                          |                                                                 |                |
| 32 | «أمل» (希望)                                                    | 2 مارس 2021    |
| تشرح ميولان كلّ ما جرى لريمورو والحاضرين ويعلّق ريمورو حكمه على ميولان لوقت لاحق بينما يرفق بينيمارو إلى الميدان ليرى المأساة بعينه. وفاة شيون والكثير من سكّان تيمبيست جرحت قلبه بشكل عميق. لكن بعد اليأس، يأتي الأمل عندما تأتي إيروين غريموالد لتروي له أسطورة عن أحياء الموتى. |                                                                 |                |
| 33 | «وضع كلّ شيء على المحكّ» (全てを賭けて)                           | 9 مارس 2021    |
| يجتمع ريمورو بكبار قادته ويبدأ برسم خطّة مواجهة جيش الحلف والمُؤلّف من قوّات مملكة فالموث وفرسان المعبد من الكنيسة الغربية المُقدّسة وألف ساحر ومجموعات كبيرة من المُرتزقة ويُقدّر قوامه بالآلاف. يقرّر ريمورو مواجهة الجيش بمفرده ليلتهم 10 آلاف روح بشريّة ويتحوّل إلى سيّد شيطان بينما يأمر البقيّة بإزالة الحواجز المحيطة بتيمبيست.                                                                    |                                                                 |                |
| 34 | «ميغيدو» (神之怒)                                               | 16 مارس 2021   |
| بأمر من ريمورو، تتوزّع نخبة رجاله إلى أربع جهات لتدمير الأجهزة المسؤولة عن تشكيل حاجز في محيط تيمبيست. هوكورو يواجه كيويا من جديد، بينما غيلد يواجه شوغو. وأمّا ريمورو، فيحضّر لقتل 10 آلاف شخص كما يلزم للتطوّر إلى سيّد شيطان. |                                                                 |                |
| 35 | «ولادة سيّد شيطان» (魔王誕生)                                    | 23 مارس 2021   |
| بعد استخدام ريمورو مهارة "ميغيدو" لإبادة 10 آلاف فارس من فرسان مملكة فالموث، يحاول الملك إيدوماليس وريهيم أن يستنجداه وإقناعه بالعدول عن قتلهما. يقرّر ريمورو أخذهما كأسيري حرب بينما يستدعي شيطانًا للتعامل مع رازين المستحوذ على جسد شوغو. بينما يأمر ريمورو رانغا أن يعيده إلى تيمبيست. |                                                                 |                |
| 36 | «مُطلَق العنان» (解き放たれし者)                                  | 30 مارس 2021   |
| بعد عودة شيون والآخرين وبعد أن يعمّ الفرح والسّرور في تيمبيست باستيقاظ ريمورو، يبدأ ريمورو بمناقشة المشاكل القائمة حاليًا ولا سيّما النبأ الصّادم بمهاجمة ميليم لمملكة يورازانيا رفقة سيّدة الشيطان فراي وأخذهما سيّد الشيطان كاريون. ومشكلة الكنيسة المقدّسة الغربيّة وسيّد الشيطان كلايمان. لكن بالمقابل أصبح هناك عدد من المخلصين الأقوياء يقفون بجانب ريمورو.                                      |                                                                 |                |
| الجزء 2 |                                                                 |                |
| 36.5 | «قصص: مغامرات فيلدورا 2» (閑話：ヴェルドラ日記2)                | 29 يونيو 2021  |
| بعد أن يلعب فيلدورا الشوغي مع إيفريت وبينما هما داخل السّجن غير المحدود، يعلّقان على ما يجري مع ريمورو في إعادة لتلخيص الأحداث التي جرت مع ريمورو ولكن من منظور فيلدورا وإيفريت وصولًا إلى تحرّر فيلدورا من السّجن غير المحدود بعد تطوّر ريمورو إلى سيّد شيطان. |                                                                 |                |
| 37 | «الزُوّار» (訪れる者たち)                                         | 6 يوليو 2021   |
| بعد أن يخرج فيلدورا من السّجن غير المحدود، يعرّف ريمورو أهل تيمبيست عليه. في وقت لاحق، يتذوّق ريمورو وبينيمارو طبخ شيون حيث يتفاجآ بمذاقه اللّذيذ رغم مظهره البغيض. يعقد ريمورو اجتماعًا للتخطيط للمعركة القادمة مع سيّد الشيطان كلايمان وإنقاذ كاريون. في هذه الأثناء، يستقبل ريمورو زوّارًا غير مُتوقّعين.                                                                                           |                                                                 |                |
| 38 | «اجتماع البشر والوحوش» (人魔会談)                               | 13 يوليو 2021  |
| يجتمع ريمورو مع الملك دوارغو والأرشيدوق إيلالود على انفراد أولًا وذلك قبل أن يعقد اجتماعه مع جميع أعضاء تيمبيست. حيث يناقشون كيفيّة التّعامل مع الكنيسة المُقدّسة الغربيّة وهيناتا وفيلدورا وأثر التحوّل إلى سيّد شيطان على العالم. يقرّر غازيل وإيلالود الوقوف في صفّ ريمورو. بينما في نفس الوقت، شخصيات جديدة تظهر على السّاحة مثل لابلاس وكازاريم. فمن هم، وماذا يريدون؟                             |                                                                 |                |
| 39 | «تحذير راميريس» (ラミリスの報せ)                                | 20 يوليو 2021  |
| تأتي راميريس أثناء الاجتماع بين البشر والوحوش لتحذير تيمبيست بأن مصيرها السقوط، لكن يتجاهل الجميع تحذيرها ويتابعون اجتماعهم. يتمكّن ريمورو من تأسيس المزيد من الروابط والتحالفات حيث يُضيف تحالفًا جديدًا وهو إيلالود من سلالة الشّعوذة ساريون. |                                                                 |                |
| 40 | «المؤتمر يتراقص» (会議は踊る)                                   | 27 يوليو 2021  |
| بعد أن شكّل ريمورو ثالث تحالف مع دولة بشريّة، يستمرّ الاجتماع ولكن هذه المرّة بمناقشة ما جاءت راميريس لأجله وحديثها عن اجتماع والبورغيس بين أسياد الشّيطان ومدى خطورته على تيمبيست. في وقت لاحق وبعد استراحة استحمام، يُستأنف الاجتماع وهذه المرّة للحديث عن مخطّطات كلايمان وأصابعه الخمسة وعن هدفه الحقيقيّ.                                                                                        |                                                                 |                |
| 41 | «عشيّة المعركة» (会戦前夜)                                       | 3 أغسطس 2021   |
| في ليلة المعركة، تطوّر رفائيل لريمورو تقنيّة انتقال آني جديدة تُتيح له إمكانيّة نقل جيشه إلى مملكة يورازانيا فورًا وذلك قبل وصول جيش كلايمان. من خلال هذه التقنيّة، يعمل على نقل شعب يورازانيا إلى تيمبيست كلاجئين بأمان ويبدأ بفرز وتوزيع جيشه ليرسله إلى يورازانيا ويواجه به جيش كلايمان. |                                                                 |                |
| 42 | «أسياد الشيطان» (魔王たち)                                      | 10 أغسطس 2021  |
| تظهر الآليّة التي استخدمها كلايمان للتحكّم والسيطرة على ميليم حيث يتبيّن أنه تعاون مع فري لتنفيذ خطّته. بينما في مكان آخر، يجتمع سيّد الشيطان كرومويل مع سيّد الشيطان غي كريمزون ويناقشان العديد من الأحداث المهمّة التي جرت مثل عودة فيلدورا ويتحدثان عن ضرورة الحضور لاجتماع والبورغيس. |                                                                 |                |
| 43 | «إشارة بدء المأدبة» (開宴の合図)                                | 17 أغسطس 2021  |
| تبدأ المعركة بين جيش ريمورو بقيادة بينيمارو من جهة، وجيش كلايمان من جهة أخرى. حيث يرسم بينيمارو خطّة وهي استدراج العدوّ نحو فخّ للانقضاض عليهم من كلّ حدب وصوب. ويرسل بينيمارو الفرسان الوحوش الثلاثة لمواجهة الخصوم الأقوياء. تبدأ معركة بين تير وفوتمان من جهة وفوبيو وغيلد من جهة أخرى. في مكان آخر، تبدأ معركة بين آلبيس والإصبع السّبابة زامزا.                                              |                                                                 |                |
| 44 | «على هذه الأرض التي حدث فيها كلّ شيء» (因縁の地で)               | 24 أغسطس 2021  |
| تستمرّ المعركة بين آلبيس وزامزا، حيث يكشف زامزا عن مهارة جديدة وهي مهارة المُزدوَج وهي عبارة عن شبيه يقاتل معه. في مكان آخر، يجري نزال بين ميدراي وهيرميس من جهة وغابيرو وصوفيا من جهة أخرى، إلّا أنّ ميدراي يثبت أنّه مقاتل من مستوى آخر تمامًا. وكذلك غيلد وفوبيو يواجهان صعوبة كبيرة أمام فوتمان وتير.                                                                                           |                                                                 |                |
| 45 | «أدالمان، السّبابة» (示指のアダルマン)                           | 31 أغسطس 2021  |
| ينتقل المشهد إلى شونا وهاكورو وسوي حيث يداهمون قلعة كلايمان. لكن فجأة يجدون أنفسهم مُحاصرين بواسطة أدالمان وجيشه المكوّن من الأحياء الموتى. في هذه الأثناء، يحضر ريمورو ومرافقوه اجتماع والبورغيس أخيرًا حيث يبدأ بالتعرّف على الأعضاء أثناء دخولهم. |                                                                 |                |
| 46 | «مأدبة أسياد الشيطان ~والبورغيس~» (魔王達の宴 ～ワルプルギス～) | 7 سبتمبر 2021  |
| يبدأ اجتماع والبورغيس أخيرًا حيث يستهلّ كلايمان الاجتماع باتّهام ريمورو بكيد المؤامرات والخداع لينصّب نفسه سيّد شيطان. يكذّب ريمورو ادّعاءاته ويُنفيها بتقديم ميوران الشّاهدة التي انقلبت ضدّ كلايمان. وابل من الاتّهامات المتبادلة يؤدّي إلى بدء معركة بين سيّد الشيطان ريمورو ومرافقيه وسيّد الشيطان كلايمان ومرافقيه ولا سيّما ميليم التي تنقضّ على ريمورو.                                               |                                                                 |                |
| 47 | «العودة من الشّفير» (起死回生)                                   | 14 سبتمبر 2021 |
| يتدخّل فيلدورا في اللّحظة الأخيرة وذلك قبل أن تقضي ميليم على ريمورو ثمّ يلهو معها بينما يتفقّد ريمورو باقي المعارك. شيون تتفوّق على كلايمان بشكل واضح وتلقّنه درسًا قاسيًا وتبدأ خيوط العقدة تتفكّك شيئًا فشيئًا. في نهاية المعركة، يصحو كلايمان من جديد لكن بقوّة أكبر ليقرّر ريمورو مواجهته كي يعترف أسياد الشيطان به كسيّد شيطان.                                                                       |                                                                 |                |
| 48 | «أوكتاغرام» (八星魔王)                                          | 21 سبتمبر 2021 |
| ريمورو يواجه كلايمان لكن هذه المرّة بهيئته الجديدة، هيئة الصّحوة، ويستخدم حاجزًا ليمنع كلايمان من الهرب. يتنازل اثنان من أسياد الشيطان عن منصبهما ليصبح عدد أسياد العشرة ثمانية بدلًا من عشرة فيعمل غي على تكليف ريمورو بالبحث عن اسم جديد لأسياد الشيطان. |                                                                 |                |

### يوميات الهُلام
| رقم الحلقة | عنوان الحلقة                                        | تاريخ العرض الأصلي |
| --- | --------------------------------------------------- | ------------------ |
| 1 | «سكّان مدينة الوحوش» (魔物の町の住人たち)            | 6 أبريل 2021       |
| يعيش ريمورو حياة هادئة ومملّة بعض الشيء وفجأة يتعرّض لحادث يُميته فإذا به يُخلق من جديد كهُلام في مكان آخر. يتعرّف في هذا المكان على مجموعة من الوحوش المُتناحرة والتي يجمعها في مدينة واحدة يسمّيها مدينة الوحوش ويوافق فيما بينها. |                                                     |                    |
| 2 | «الهواء في الرّبيع و...» (春の空気と)                | 13 أبريل 2021      |
| يأخذ ريمورو إجازة بعد فترة طويلة من العمل والجدّ والتعب. لكنّه يبدأ بالشعور بالملل لأنّه لم يجد ما يفعله. فخطرت على ذهنه فكرة وهي العمل في زراعة الحقول وذلك بمساهمة جميع أهل بلدة تيمبيست وتكاتفهم معًا. |                                                     |                    |
| 3 | «صيف في جورا» (ジュラの夏)                          | 20 أبريل 2021      |
| جاء فصل الصّيف وبدأ الحرّ الشديد الذي يُرهق الأجساد ويُجفّف الجلد والحلق. يحاول ريمورو أن يمارس بعض النشاطات ويفعل بعض الأمور التي تجعله يشعر بالأجواء الصيفيّة فعلًا كصيد الخنافس وأكل البطّيخ وزراعة زهور عبّاد الشمس. |                                                     |                    |
| 4 | «يوم بزيّ سباحة» (水着で一日)                        | 27 أبريل 2021      |
| يذهب ريمورو وشيون وشونا وغوبتا ورانغا وهاكورو وسوكا إلى البحيرة خلف غابة جورا وذلك للاستمتاع بالسباحة واللّعب. ثمّ تنضم تريني لهم لاحقًا. |                                                     |                    |
| 5 | «عودة مهرجان الصّيف» (再現ナツマツリ)                | 4 مايو 2021        |
| يحنّ ريمورو للمهرجانات الصيفيّة وطقوسها، فيطلب من أهل تيمبيست التحضير لها المهرجان كي يسترجع ذكرياته ويرضي نزواته. ومن بين طقوس هذا المهرجان، صيد الأسماك الذهبيّة بالمِغرفة والرّماية وتناول التاكوياكي ورقصة البون وإطلاق المُفرقعات وغيرها من الأنشطة الممتعة. |                                                     |                    |
| 6 | «تغيُّرات» (うつろいかわる)                           | 11 مايو 2021       |
| يعلن ريمورو عن نيّته بإقامة حفل بون وهو الحفل الذي يتمّ فيه تقديم العزاء والامتنان للرّاحلين. أعزّ الرّاحلين على قلب ريمورو هي شيزوي إيزاوا. |                                                     |                    |
| 7 | «ها هي سيّدة الشيطان!» (魔王が来た！)                | 18 مايو 2021       |
| تأتي سيّدة الشيطان ميليم إلى بلدة تيمبيست في زيارة لصديقها ريمورو. يُعقد اجتماع ليتمّ الاتفاق على تعيين ريمورو مسؤولًا عن ميليم خشية من أن تُلحِق أي ضرر بالبلدة والممتلكات. |                                                     |                    |
| 8 | «خريف مُثمِر» (みのりの秋)                            | 25 مايو 2021       |
| جاء فصل الخريف وحان وقت الحصاد الوفير. يتعاون جميع مُواطني تيمبيست معًا على تنقيب البطاطا. من جهة أخرى، تتنافس شيون مع ميليم في التنقيب عن أجود بطاطا. تُشرف تريني بخبرتها في الأراضي الزراعية والنباتات على الأمر وتقدّم المشورة. أمّا ريمورو فيقرّر أن يعدّ بطاطا حُلوة مشوية للجميع!                                                                                      |                                                     |                    |
| 9 | «قدومُ الشّتاء» (冬のおとずれ)                        | 1 يونيو 2021       |
| بعد حصاد الخريف الوفير، اقترب فصل الشّتاء وحان الوقت لارتداء بعض الملابس الدّافئة وإشعال النّار مع نشر الوعي من الحرائق. يأتي النّصير يوم كضيف إلى تيمبيست، لكن ما زال مُحتاطًا وحذرًا من الوحوش، فهل سيتكيّف مع الوضع؟ |                                                     |                    |
| 10 | «الثّلج يغطّي مدينة الوحوش» (魔物の町の雪化粧)        | 8 يونيو 2021       |
| يأتي موسم الثّلوج ويضطرّ يوم ومجموعته لتمديد إقامته في تيمبيست. لكن ريمورو يُشغّله هو وفرقته في أعمال شاقّة مُهدّدًا إيّاه بطريقة ضمنيّة بأنّهم إن لم يعملوا، سيعودون للتدريب على يد هاكورو. يستذكر ريمورو الماضي في حياته السّابقة والنشاطات التي كان يمارسها أثناء تساقط الثّلوج ويعلّمها لأهل تيمبيست، ولا سيّما الاستحمام بالنبع السّاخن.                                        |                                                     |                    |
| 11 | «أين سانتا كلوز» (サンタクロースはどこにいる)       | 15 يونيو 2021      |
| يريد ريمورو أن ينقل أجواء عيد الكريسمس إلى تيمبيست فيبدأ بتعليم أهلها عن العادات والتّقاليد والثّقافة الخاصّة بهذا العيد ولا سيّما سانتا كلوز وتقديم الهدايا للأطفال وتبادل الهدايا بين الناس. |                                                     |                    |
| 12 | «الاستمتاع برأس العام الجديد لأقصى حدّ» (正月を満喫) | 22 يونيو 2021      |
| تدخل مدينة تيمبيست في العام الجديد ليكون أوّل عام جديد لريمورو يقضيها في هذا العالم. كما في كل احتفال، ريمورو يعلّم أهل تيبميست بعض العادات والتقاليد الّتي تُمارس في رأس العام الجديد كقراءة البخت والطّالع وكتابة الأمنيات بخطّ اليد. وتحدٍّ شرس بين ميليم وشيون في تنس الرّيشة. تُرى ماذا ينتظر مدينة تيمبيست في العام الجديد؟ تحذيرات من تريني حول عاصفة شديدة ستهبّ قريبًا. |                                                     |                    |

## روابط خارجية
- إعادة تجسيدي في هيئة هلام على آي تشي يي